# Ixodes jonesae
Ixodes jonesae är en fästingart som beskrevs av Kohls, Sonenshine och Clifford 1969. Ixodes jonesae ingår i släktet Ixodes och familjen hårda fästingar.
Artens utbredningsområde är Venezuela. Inga underarter finns listade i Catalogue of Life.